# 455207 Kellyyoder
455207 Kellyyoder è un asteroide della fascia principale. Scoperto nel 2001, presenta un'orbita caratterizzata da un semiasse maggiore pari a 2,9881470 au e da un'eccentricità di 0,0441680, inclinata di 10,17316° rispetto all'eclittica.